# Homoneura acrotoxa
Homoneura acrotoxa är en tvåvingeart som först beskrevs av Mario Bezzi 1928.  Homoneura acrotoxa ingår i släktet Homoneura och familjen lövflugor.
Artens utbredningsområde är Fiji. Inga underarter finns listade i Catalogue of Life.